# Димитрий (Радженович)
Митрополит Дими́трий (серб. Митрополит Димитрије, в миру Саво Радженович, серб. Саво Рађеновић; 12 ноября 1976, Цетине) — иерарх Сербской православной церкви, митрополит (до 2024 в сане епископа) Захумско-Герцеговинский и Приморский.

## Биография
Родился 12 ноября 1976 года в Цетине в Черногории, Югославия. Детство провёл в Свети-Стефане в общине Будва, где проживала его семья. Основную и среднюю школу завершил в Будве. В 1995—1996 годах проходил военную службу в Сомборе и Ужице.
В 2002 году поступил послушником в Монастырь Тврдош, где в 2003 году принял монашество с именем Димитрий имени в честь великомученика Димитрий Солунского.
В 2004 году в храме Рождества Иоанна Крестителя в Оровце-Требине был рукоположен в сан иеродиакона.
19 января 2005 года, в день Крещения Господня, в Преображенском храме города Требине был рукоположен в сан иеромонаха.
В 2012 году окончил богословский факультет святого Василия Острожского и Тврдошкого у Фоче.
В 2015 году был назначен настоятелем Монастыря Дужи.
9 мая 2018 года решением Архиерейского Собора Сербской православной церкви был избран епископом Захумско-Герцеговинским.
21 мая того же года был возведён в сан архимандрита.
23 сентября того же года в храме преображения Господня в Требине состоялась его епископская хиротония, которую совершили: Патриарх Сербский Ириней, митрополит Черногорско-Приморский Амфилохий (Радович), митрополит Дабробосанский Хризостом (Евич), епископ Милешевский Афанасий (Ракита), епископ Будимлянско-Никшичский Иоанникий (Мичович), епископ Франкфуртский и всея Германии Григорий (Дурич), епископ Рашко-Призренский Феодосий (Шибалич), епископ Западно-Американский Максим (Василевич), епископ Славонский Иоанн (Чулибрк), епископ Бихачско-Петровачский Сергий (Каранович), епископ Тимочский Иларион (Голубович), епископ Осечко-Польский и Бараньский Херувим (Джерманович), епископ Мохачский Исихий (Рогич), епископ Диоклийский Мефодий (Остоич) и пребывающий на покое бывший епископ Захумско-Герцеговинский и Приморский Афанасий (Евтич). Там же в тот же день состоялась его интронизация.
28 мая 2024 года возведён в сан митрополита.